# Хачатрян Армен Авакович
Армен Авакович Хачатрян (вірм. Արմեն Խաչատրյան; 13 серпня 1957 — 3 червня 2020) — вірменський дипломат. Надзвичайний і Повноважний Посол Республіки Вірменія в Україні (2003-2010)

## Біографія
Народився 13 серпня 1957 року в м. Єреван. У 1978 закінчив Вірменський педагогічний інститут ім. Х.Абовяна, філологічний факультет. Професор. Академік Нью-Йоркської Академії наук.
З 1978 по 1980 — викладач вірменської мови і літератури в середній школі Дзорахпюр.
З 1980 по 1981 — завідувач відділу Державної картинної галереї Вірменії.
З 1981 по 1985 — інструктор Єреванського міському комсомолу.
З 1985 по 1987 — інструктор Шаумянського райкому Компартії Вірменії.
З 1987 по 1990 — директор Єреванської середньої школи № 191
З 1991 по 1999 — член співзасновник і проректор з науково-навчальної роботи Єреванського університету «Рачья Ачарян» професор.
З 1999 — депутат Національних Зборів Республіки Вірменія.
З 1999 — голова постійної комісії НЗ Республіки Вірменія з питань зовнішніх відносин.
З 1999 по 2003 — Голова Національних Зборів Республіки Вірменія.
З 10.2003 — 04.2010 — Надзвичайний і Повноважний Посол Республіки Вірменія в Україні.
З 09.2004 — 04.2010 — Надзвичайний і Повноважний Посол Республіки Вірменія в Республіці Молдова за сумісництвом.
У 2010—2017 рр. — Надзвичайний і Повноважний Посол Республіки Білорусь в Республіці Білорусь, постійний представник Республіки Вірменія при статутних та інших органах СНД
У 2017—2020 рр. — Радник міністра закордонних справ Вірменії.